# 灰鱗魨
灰鱗魨為輻鰭魚綱魨形目鱗魨亞目鱗魨科的其中一種，被IUCN列為易危保育類動物。

## 分布
本魚分布於東大西洋區，從地中海至安哥拉；西大西洋區，從加拿大新斯科細亞省至阿根廷北部海域。

## 特徵
本魚體橢圓且側扁，口鼻尖有喙狀的小嘴，嘴唇肉質，眼睛位置靠後，靠近頭頂，胸鰭小而圓形，較大個體的尾鰭外鰭條較長。頭部和身體前半部的鱗片較大，後半部的鱗片較小且光滑。體呈淺灰色、綠灰色或黃棕色，身體上有三道模糊的寬黑條，下巴上有一條蒼白的條紋，眼眶上部呈藍色，背鰭和身體上部有一些藍色小點和線條，身體下部有時有白色點和不規則線條，第二背鰭和臀鰭都呈現有點大理石花紋的外觀，隨著動物年齡的增長，身體顏色會稍微褪色，幼年的顏色更加鮮豔，背鰭硬棘3枚；背鰭軟條26-29枚；臀鰭軟條23-26枚，體長可達66公分，

## 生態
本魚棲息在深度0-100公尺，潟湖、海灣及臨海礁石區，幼魚會漂浮在馬尾藻中，單獨或成小群活動，屬肉食性，以甲殼類、軟體動物、海膽、沙錢、海星和海參等底棲無脊椎動物為食，擁有堅固的牙齒，專門用於在硬殼獵物上打洞，雄魚在繁殖期具有強烈的領地意識，繁殖季節從夏季水溫達到約21 °C (70 °F) 時開始，雄魚在沙質海底準備了多達十幾個巢穴，然後在該地區巡邏，當雌魚準備產卵時，雄魚和雌魚都會進入巢穴並緊緊地圍繞著對方，同時雌魚產下大量微小的卵，雄魚則使它們受精。雌魚留在巢中，守護著卵，並為它們吹氣和搧風。

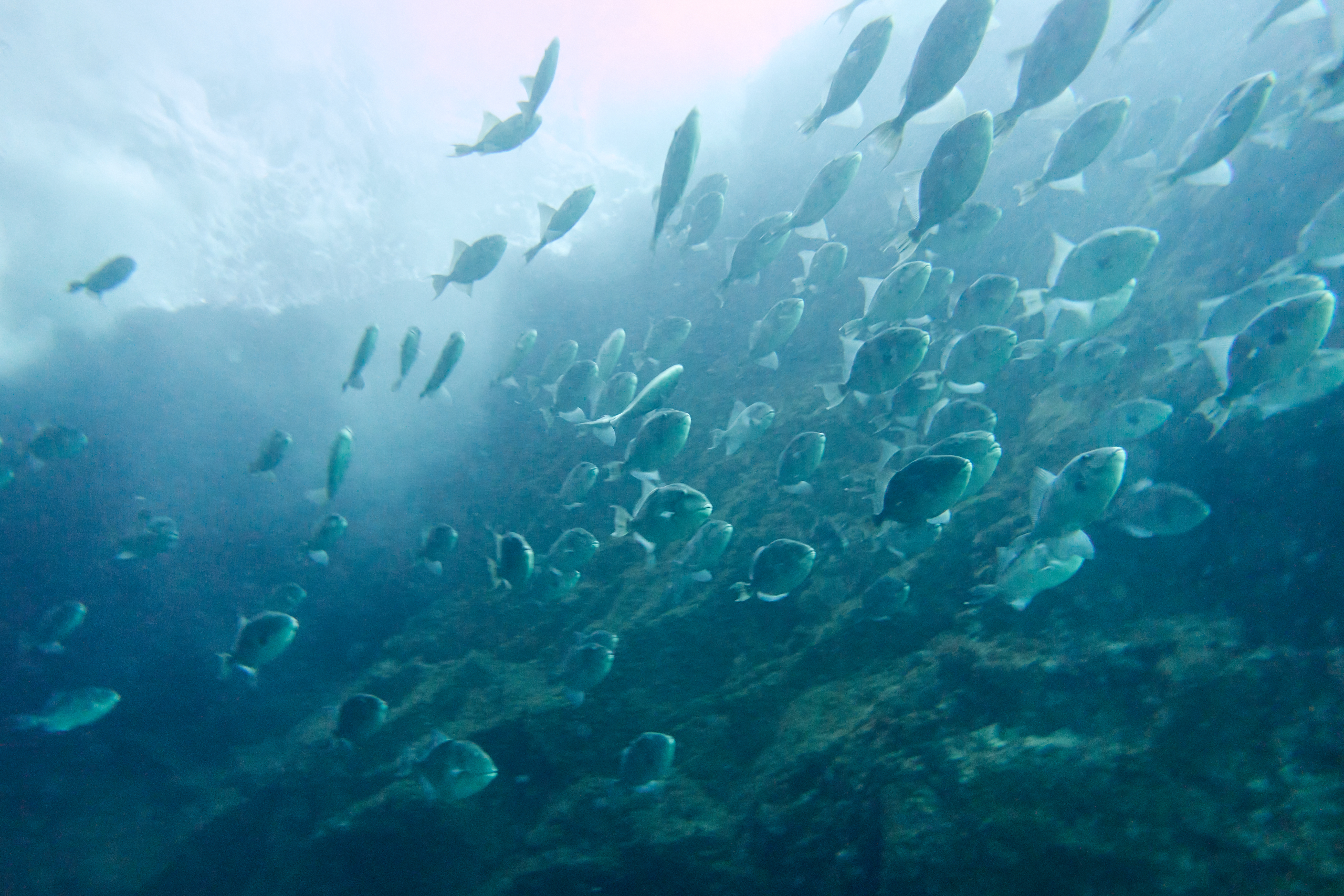
一群在葡萄牙貝爾倫加斯群島的灰鱗魨

## 經濟利用
可作為食用魚及觀賞魚，有雪卡魚毒的紀錄。